# Michael Onslow (7e comte d'Onslow)
Pour les articles homonymes, voir Onslow.
Michael William Coplestone Dillon Onslow, 7e comte d'Onslow (28 février 1938 - 14 mai 2011, appelé vicomte Cranley de 1945 à 1971, est un homme politique conservateur britannique.

## Jeunesse et formation
Onslow est le fils unique de William Onslow (6e comte d'Onslow) et de sa première épouse, Pamela Dillon, fille d'Eric Dillon, 19e vicomte Dillon. Il fait ses études au Collège d'Eton et à la Sorbonne .

## Carrière politique
Lord Onslow succède à son père dans le comté en 1971. Il est beaucoup plus coloré et peu orthodoxe, s'opposant publiquement à l'apartheid et au racisme policier, entre autres. Il siège sur les bancs des conservateurs. Il est partisan de la réforme de la Chambre des lords, mais pas comme proposé par le parti travailliste. Lorsque le gouvernement travailliste de Tony Blair propose le projet de loi de la Chambre des lords en 1999 afin de retirer les droits de vote des pairs héréditaires pour la plupart conservateurs à la Chambre, Lord Onslow déclare qu'il souhaite forcer un vote sur chaque article du projet de loi écossais, chaque scrutin prenant 20 minutes et il y a plus de 270 articles. Il s'agit d'une décision visant à ruiner le programme législatif du gouvernement en signe de protestation contre le projet de réforme. Lord Onslow ajoute qu'il "se comporterait comme un voyou du football" sur ce programme législatif, auquel il s'est opposé. Ironiquement, il est l'un des 90 pairs héréditaires élus pour rester à la Chambre des Lords après la loi de 1999 sur la Chambre des Lords. Il critique la décision du gouvernement Blair d'abolir le poste de Lord Chancelier en déclarant que Blair "joue aux bâtons d'ourson avec 800 ans d'histoire". Il soutient une chambre haute majoritairement élue. Il s'oppose à la loi de 2011 sur les parlements à durée déterminée.
Il est membre du Comité mixte sur les droits de l'homme de juillet 2005 jusqu'à sa mort, d'un cancer dans lequel il critique vivement Jacqui Smith sur l'extension proposée par le gouvernement de la détention des suspects terroristes à 42 jours. Il désapprouve les tendances à la modernisation au sein de l'Église d'Angleterre, déclarant à une occasion que «… il y a cent ans, l'Église était en faveur de la chasse au renard et contre la sodomie. Maintenant, il est en faveur de la sodomie et contre la chasse au renard». À deux reprises, il apparait dans Have I Got News for You.
Lord Onslow est décédé le 14 mai 2011, à l'âge de 73 ans, à la suite d'une bataille contre le cancer qui l'a conduit dans un fauteuil roulant.

## Famille
En 1964, Lord Onslow épouse Robin Lindsay Bullard, fille du major Robert Lee Bullard III, d'Atlanta, Géorgie et Ann Lindsay Bullard (née Aymer), qui en 1949 épouse Charles McLaren (3e baron Aberconway).
Lord et Lady Onslow ont trois enfants :
- Rupert Charles William Bullard Onslow, 8e comte d'Onslow (né le 16 juin 1967)
- Arabella Ann Teresa Onslow (née en 1970, décédée le 24 juin 2016), médecin généraliste.
- Charlotte Emma Dorothy Onslow (née en 1977)[2]

En 2011, le mariage de sa fille est accéléré afin qu'Onslow, mourant, puisse y assister.